# Saint-Pardoux-le-Neuf (Creuse)
Saint-Pardoux-le-Neuf è un comune francese di 185 abitanti situato nel dipartimento della Creuse nella regione della Nuova Aquitania.

## Società

### Evoluzione demografica
Abitanti censiti